# 北海道道1117号落合停車場線

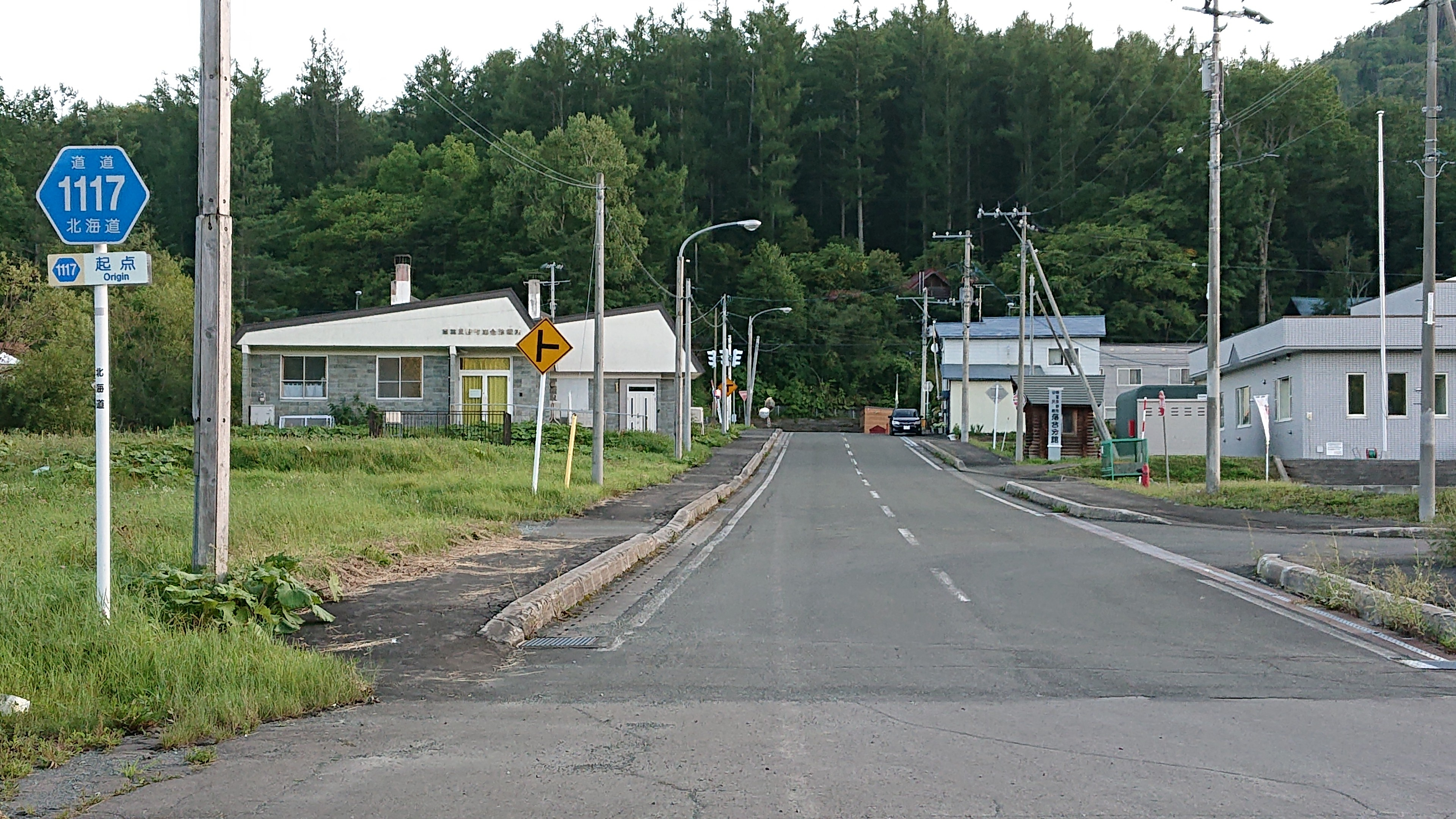
北海道道1117号落合停車場線（起点）

北海道道1117号落合停車場線（ほっかいどうどう1117ごう おちあいていしゃじょうせん）は、北海道空知郡南富良野町内を結ぶ一般道道（北海道道）である。

## 概要

### 路線データ
- 起点：北海道空知郡南富良野町落合（JR北海道 根室本線 落合駅）
- 終点：北海道空知郡南富良野町落合（北海道道136号夕張新得線交点）
- 路線延長  ：7.1km（総延長）

## 歴史
- 1965年（昭和40年）3月25日 : 489号占冠落合停車場線が路線認定される[1]。
- 1994年（平成6年）4月1日 : 落合停車場線が路線認定され[2]、占冠落合停車場線は廃止される[3]。

## 路線状況

### 重複区間
- 南富良野町落合 - 南富良野町落合（国道38号）

## 地理

### 通過する自治体
- 上川総合振興局
  - 空知郡南富良野町

### 交差する道路
南富良野町
- 国道38号 - 落合（重複）
- 北海道道136号夕張新得線 - 落合（終点）

### 沿線にある施設など
南富良野町
- JR北海道 根室本線 落合駅 - 落合